# Andrea Petkovic
Andrea Petkovic (Tuzla, Iugoslàvia, 9 de setembre de 1987) és una extennista professional alemanya, nascuda a l'antiga Iugoslàvia.
Va guanyar sis títols individuals i va aconseguir arribar al Top 10 del rànquing individual femení, concretament va ocupar el novè lloc del rànquing l'any 2011. En dobles femenins va guanyar només un títol i va arribar al 46è lloc del rànquing de dobles. Va formar part de l'equip alemany de Fed Cup en diverses ocasions i va participar en l'edició de 2014, en la qual van ser finalistes de la competició.

## Biografia
Andrea Petkovic va néixer a Tuzla, antiga Iugoslàvia i actualment Bòsnia i Hercegovina. Filla de Zoran i Amira Petković, té una germana més petita anomenada Anja. Quan tenia sis mesos, la seva família va emigrar a Alemanya. Començà a jugar a tennis als cinc anys entrenada pel seu pare, ex jugador de tennis iugoslau i membre de l'equip de Iugoslàvia a la Copa Davis, que treballava com a entrenador de tennis a Darmstadt. El seu pare no la va pressionar per jugar a tennis professionalment i va poder finalitzar els estudis superiors al Georg-Büchner-Schule de Darmstadt (2006) abans de dedicar-se totalment al tennis. Paral·lelament ha estudiat ciències polítiques al FernUniversität Hagen des de 2008.
Disposa d'un canal de YouTube propi i un videoblog titulat "Petkorazzi". Té força èxit a causa de la seva simpatia explicant anècdotes de la seva vida tan personal com professional, i regalant premis als seus seguidors. Hi escriu tant en anglès com en alemany.
Va obtenir la nacionalitat alemanya l'any 2001. Parla diversos idiomes com serbi, alemany, anglès i francès.

## Palmarès

### Individual: 13 (7−6)
| 2009 − 2020                                          | Després de 2021 |
| ---------------------------------------------------- | --------------- |
| Grand Slam (0−0)                                     |                 |
| WTA Finals (0−0)                                     |                 |
| WTA Tournament of Champions / WTA Elite Trophy (1−0) |                 |
| Premier Mandatory (0−1)                              | WTA 1000 (0−0)  |
| Premier 5 (0−0)                                      | WTA 1000 (0−0)  |
| Premier (2−0)                                        | WTA 500 (0−0)   |
| International (3−4)                                  | WTA 250 (1−1)   |

| Títols per superfície |
| --------------------- |
| Dura (2−3)            |
| Gespa (0−1)           |
| Terra batuda (5−2)    |

| Resultat   | Núm. | Data                  | Torneig                                  | Superfície   | Oponent              | Marcador           |
| ---------- | ---- | --------------------- | ---------------------------------------- | ------------ | -------------------- | ------------------ |
| Guanyadora | 1.   | 26 de juliol de 2009  | Bad Gastein, Àustria                     | Terra batuda | Ioana Raluca Olaru   | 6−2, 6−3           |
| Finalista  | 1.   | 19 de juny de 2010    | 's-Hertogenbosch, Països Baixos          | Gespa        | Justine Henin        | 6−3, 3−6, 4−6      |
| Finalista  | 2.   | 8 de gener de 2011    | Brisbane, Austràlia                      | Dura         | Petra Kvitová        | 1−6, 3−6           |
| Guanyadora | 2.   | 21 de maig de 2011    | Estrasburg, França                       | Terra batuda | Marion Bartoli       | 6−4, 1−0, retirada |
| Finalista  | 3.   | 9 d'octubre de 2011   | Pequín, Xina                             | Dura         | Agnieszka Radwańska  | 5−7, 6−0, 4−6      |
| Finalista  | 4.   | 15 de juny de 2013    | Nuremberg, Alemanya                      | Terra batuda | Simona Halep         | 3−6, 3−6           |
| Finalista  | 5.   | 4 d'agost de 2013     | Washington DC, Estats Units              | Dura         | Magdaléna Rybáriková | 4−6, 6−7(2)        |
| Guanyadora | 3.   | 6 d'abril de 2014     | Charleston, Estats Units                 | Terra batuda | Jana Čepelová        | 7−5, 6−2           |
| Guanyadora | 4.   | 13 de juliol de 2014  | Bad Gastein (2)                          | Terra batuda | Shelby Rogers        | 6−3, 6−3           |
| Guanyadora | 5.   | 2 de novembre de 2014 | Tournament of Champions, Sofia, Bulgària | Dura (i)     | Flavia Pennetta      | 1−6, 6−4, 6−3      |
| Guanyadora | 6.   | 15 de febrer de 2015  | Anvers, Bèlgica                          | Dura (i)     | Carla Suárez Navarro | Renúncia           |
| Finalista  | 6.   | 11 de juliol de 2021  | Hamburg, Alemanya                        | Terra batuda | Elena-Gabriela Ruse  | 6−7(6), 4−6        |
| Guanyadora | 7.   | 8 d'agost de 2021     | Cluj-Napoca, Romania                     | Terra batuda | Mayar Sherif         | 6−1, 6−1           |

### Dobles femenins: 3 (1−2)
| 2009 − 2020             | Després de 2021 |
| ----------------------- | --------------- |
| Grand Slam (0−0)        |                 |
| WTA Finals (0−0)        |                 |
| Premier Mandatory (0−0) | WTA 1000 (0−0)  |
| Premier 5 (0−0)         | WTA 1000 (0−0)  |
| Premier (0−1)           | WTA 500 (1−0)   |
| International (0−1)     | WTA 250 (0−0)   |

| Títols per superfície |
| --------------------- |
| Dura (1−1)            |
| Gespa (0−0)           |
| Terra batuda (0−1)    |

| Resultat   | Núm. | Data                 | Torneig               | Superfície   | Parella          | Oponents                          | Marcador |
| ---------- | ---- | -------------------- | --------------------- | ------------ | ---------------- | --------------------------------- | -------- |
| Finalista  | 1.   | 26 de juliol de 2009 | Bad Gastein, Àustria  | Terra batuda | Tatjana Malek    | Andrea Hlaváčková Lucie Hradecká  | 2−6, 4−6 |
| Finalista  | 2.   | 9 de gener de 2016   | Brisbane, Austràlia   | Dura         | Angelique Kerber | Martina Hingis Sania Mirza        | 5−7, 1−6 |
| Guanyadora | 1.   | 3 d'octubre de 2021  | Chicago, Estats Units | Dura         | Květa Peschke    | Caroline Dolehide CoCo Vandeweghe | 6−3, 6−1 |

### Equips: 1 (0−1)
| Resultat  | Núm. | Data                    | Torneig                                | Superfície | Equip                                        | Oponents                                                      | Marcador |
| --------- | ---- | ----------------------- | -------------------------------------- | ---------- | -------------------------------------------- | ------------------------------------------------------------- | -------- |
| Finalista | 1.   | 8−9 de novembre de 2014 | Copa Federació, Praga, República Txeca | Dura (i)   | Julia Görges Angelique Kerber Sabine Lisicki | Andrea Hlaváčková Lucie Hradecká Petra Kvitová Lucie Šafářová | 1−3      |

## Trajectòria

### Individual
| Torneig | 2007 | 2008 | 2009        | 2010        | 2011        | 2012 | 2013        | 2014        | 2015        | 2016  | 2017        | 2018        | 2019        | 2020        | 2021  | 2022 | Títols    | V − D     |
| --- | ---- | ---- | ----------- | ----------- | ----------- | ---- | ----------- | ----------- | ----------- | ----- | ----------- | ----------- | ----------- | ----------- | ----- | ---- | --------- | --------- |
| Open d'Austràlia | A    | 1R   | 2R          | 2R          | QF          | A    | A           | 1R          | 1R          | 1R    | 2R          | 2R          | 1R          | A           | 1R    | 1R   | 0 / 12    | 8 – 12    |
| Roland Garros | 2R   | A    | Q1          | 2R          | QF          | A    | Q2          | SF          | 3R          | 2R    | 1R          | 3R          | 3R          | 1R          | 1R    | 2R   | 0 / 12    | 19 – 12   |
| Wimbledon | Q1   | A    | Q2          | 1R          | 3R          | A    | 2R          | 3R          | 3R          | 2R    | 1R          | 2R          | 1R          | NC          | 2R    | 1R   | 0 / 11    | 10 – 11   |
| US Open | 2R   | A    | 1R          | 4R          | QF          | 1R   | 1R          | 3R          | 3R          | 2R    | 1R          | 1R          | 3R          | A           | 2R    | 1R   | 0 / 14    | 15 – 14   |
| Jocs Olímpics | NC   | A    | No celebrat | No celebrat | No celebrat | A    | No celebrat | No celebrat | No celebrat | 1R    | No celebrat | No celebrat | No celebrat | No celebrat | A     | NC   | 0 / 1     | 0 – 1     |
| Total Victòries−Derrotes | 2−4  | 0−1  | 11−8        | 35−26       | 54−17       | 9−10 | 19−13       | 41−23       | 31−24       | 22−20 | 12−23       | 16−14       | 17−20       | 0−1         | 16−18 | 8−12 | 290 – 237 | 290 – 237 |
| Rànquing a final d'any | 100  | 315  | 55          | 32          | 10          | 125  | 39          | 14          | 24          | 56    | 97          | 64          | 79          | 102         | 76    | 141  |           |           |
| Llegenda: G: Guanyadora; F: Finalista; SF: Semifinalista; QF: Quarts de final; Q: Qualificació; A: Absent; RR: Round Robin; |      |      |             |             |             |      |             |             |             |       |             |             |             |             |       |      |           |           |

### Dobles femenins
| Open d'Austràlia | A           | 1R          | 1R          | A   | A           | 2R          | 1R          | 1R   | QF          | 1R          | 1R          | A           | A   | 3R  | 0 / 9    | 6 – 9    |
| Roland Garros | A           | 1R          | 3R          | A   | 1R          | 3R          | 1R          | 2R   | 2R          | 1R          | 2R          | 1R          | A   | 1R  | 0 / 11   | 7 – 11   |
| Wimbledon | 1R          | 1R          | 2R          | A   | 2R          | SF          | 1R          | 1R   | 2R          | 2R          | 1R          | A           | A   | 2R  | 0 / 11   | 9 – 11   |
| US Open | 2R          | 1R          | 2R          | 1R  | 1R          | 1R          | A           | 2R   | 1R          | 1R          | A           | A           | 2R  | A   | 0 / 10   | 4 – 10   |
| Jocs Olímpics | No celebrat | No celebrat | No celebrat | A   | No celebrat | No celebrat | No celebrat | 1R   | No celebrat | No celebrat | No celebrat | No celebrat | A   | NC  | 0 / 1    | 0 – 1    |
| Total Victòries−Derrotes | 9−7         | 3−11        | 7−8         | 4−6 | 6−8         | 10−11       | 4−10        | 7−10 | 6−7         | 2−5         | 2−5         | 0−1         | 7−3 | 3−4 | 73 – 100 | 73 – 100 |
| Rànquing a final d'any | 84          | 241         | 85          | 230 | 113         | 49          | 147         | 97   | 80          | 280         | 292         | 317         | 132 | 296 |          |          |
| Llegenda: G: Guanyadora; F: Finalista; SF: Semifinalista; QF: Quarts de final; Q: Qualificació; A: Absent; RR: Round Robin; |             |             |             |     |             |             |             |      |             |             |             |             |     |     |          |          |